# William Nicholas Selig

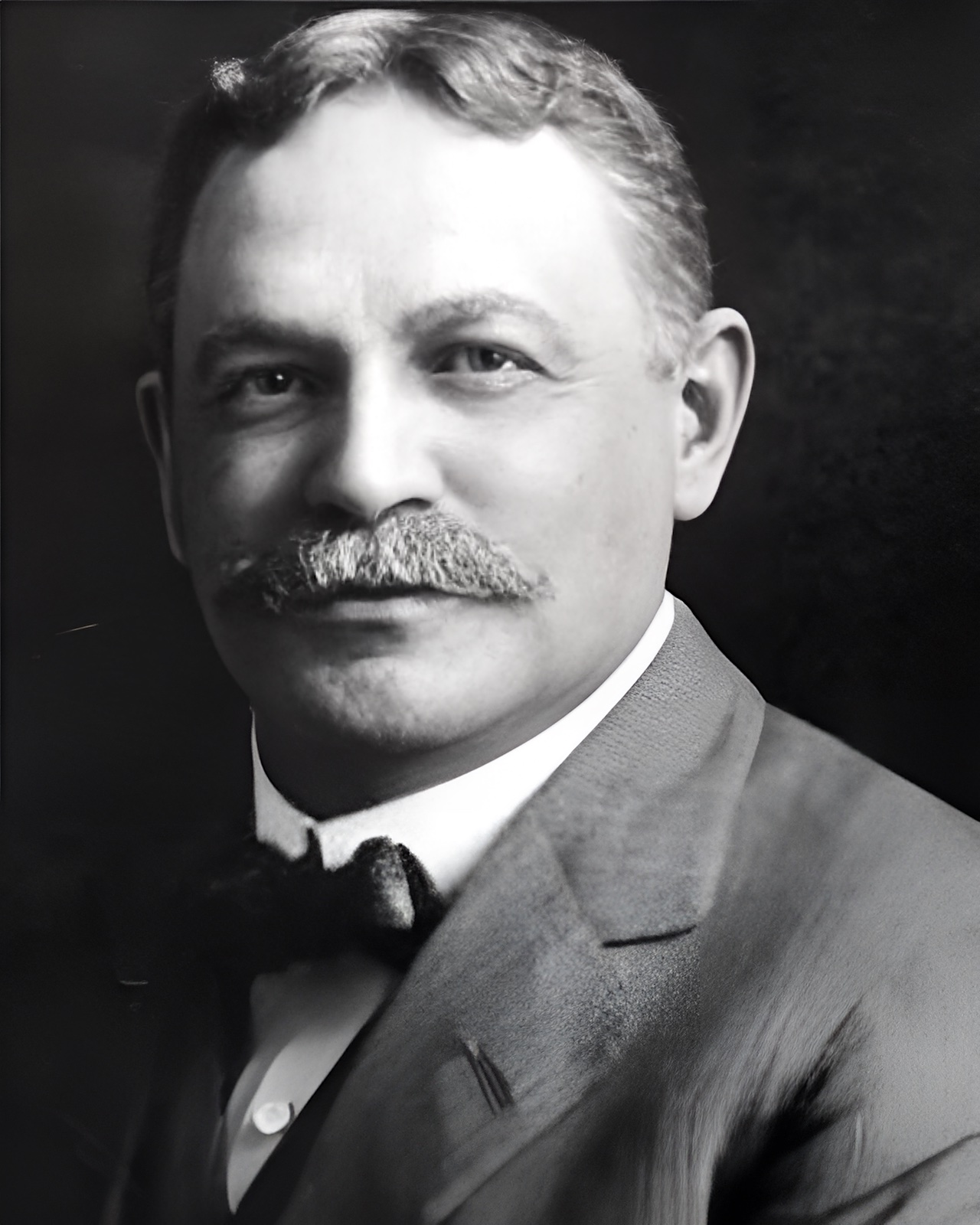
William Nicholas Selig (1916)

William Nicholas Selig (* 14. März 1864 in Chicago, Illinois, USA; † 15. Juli 1948 in Los Angeles, Kalifornien, USA) war ein US-amerikanischer Filmproduzent und Pionier der US-amerikanischen Filmindustrie.

## Leben
Selig wuchs in Chicago auf. Er arbeitete als Varieté-Künstler und produzierte schon als Teenager eine Fahrende Minstrel-Show in San Francisco. Einer der Akteure war Bert Williams, der zu einem führenden afroamerikanischen Entertainer wurde. Im Jahre 1894 sah Selig Thomas Edisons Kinetoskop auf einer Ausstellung in Dallas, Texas. Er kehrte nach Chicago zurück, eröffnete ein kleines Fotostudio und begann zu forschen, wie er ohne Zahlung einer Gebühr an Patenthalter Edison seine eigenen bewegten Bilder machen könnte. Seligs Berichten zufolge traf er einen Metallarbeiter, der eine Kamera der Gebrüder Lumière repariert hatte, und mit diesem baute er eine eigene Kamera. Im Jahr 1896 gründete Selig die Selig Polyscope Company in Chicago, eines der ersten Filmstudios in Amerika. Er fing an, Nachrichten, Reiseberichte und Filme für Chicagoer Unternehmen zu erstellen. 
Selig wurde 1909, gemeinsam mit dem Regisseur Francis Boggs, der erste Produzent, der ein Studio an der Westküste in Edendale in der Nähe von Los Angeles baute. Das südkalifornische Wetter erlaubte das Filmen im Freien für einen Großteil des Jahres und bot abwechslungsreiche Geographie, die auch andere Weltgegenden darstellen konnte. Im Jahr 1911 wurde Boggs von einem japanischen Gärtner ermordet und Selig am Arm verletzt, als er versuchte ihn zu verteidigen. Selig produzierte fast tausend Filme und entdeckte viele neue Filmtalente wie Roscoe Arbuckle, Gilbert M. Anderson und Tom Mix. The Spoilers von 1914, ein Western, der in Alaska spielt, wird oft als sein größter Erfolg zitiert. 
1915 schuf er mit großem Aufwand einen Zoo im Osten von Los Angeles, mit hunderten von Tieren, die er während seiner Dreharbeiten für Dschungelfilme nutzte. Er zog dann mit seinen Studios nach Los Angeles. Inzwischen begann der Erste Weltkrieg und die Gewinne seiner europäischen Unternehmungen brachen ein. Als der Krieg zu Ende war, begannen die Studios längere und aufwendigere Filme zu produzieren. Seligs Unternehmen war nicht mehr konkurrenzfähig und er schloss das Studio 1918. Er hatte noch die Hoffnung seinen Zoo zu einem Vergnügungspark zu erweitern, scheiterte jedoch mit diesem Projekt. Er vermietete dann seine Tiere für Filme. Während der großen Depression in den 30er Jahren verlor er schließlich seinen Besitz. Anschließend wurde er Literaturagent und verkaufte Drehbücher für Filme. 
William Selig starb am 15. Juli 1948. Seine Asche wurde in der Halle der Erinnerungen in der Kapelle des Pines Krematoriums in Los Angeles beigesetzt.
Für seine Verdienste um die Filmindustrie bekam William Selig einen Stern auf dem Hollywood Walk of Fame bei 6116 Hollywood Boulevard. Im Jahr 1948 wurden Selig und einige andere frühe Filmproduzenten und Regisseure, wie George K. Spoor und Albert E. Smith, gemeinsam mit je einem Ehrenoscar für ihre Rolle, die sie beim Aufbau der Filmindustrie gespielt haben, ausgezeichnet.

## Filmografie (Auswahl)
- 1898: Something Good – Negro Kiss (Kurzfilm)
- 1908: Der Graf von Monte Christo
- 1914: The Spoilers
- 1919: Ravished Armenia